# Distrito electoral de Bloomfield (condado de Johnson, Illinois)
Bloomfield (en inglés: Bloomfield Precinct) es un distrito electoral ubicado en el condado de Johnson en el estado estadounidense de Illinois. En el Censo de 2010 tenía una población de 922 habitantes y una densidad poblacional de 9,87 personas por km².

## Geografía
Bloomfield se encuentra ubicado en las coordenadas 37°27′58″N 88°52′23″O / 37.46611, -88.87306. Según la Oficina del Censo de los Estados Unidos, Bloomfield tiene una superficie total de 93.39 km², de la cual 91.95 km² corresponden a tierra firme y (1.55%) 1.45 km² es agua.

## Demografía
Según el censo de 2010, había 922 personas residiendo en Bloomfield. La densidad de población era de 9,87 hab./km². De los 922 habitantes, Bloomfield estaba compuesto por el 99.02% blancos, el 0.22% eran afroamericanos, el 0.22% eran amerindios, el 0.11% eran asiáticos, el 0% eran isleños del Pacífico, el 0% eran de otras razas y el 0.43% pertenecían a dos o más razas. Del total de la población el 0.76% eran hispanos o latinos de cualquier raza.